# Decimo Valerio Asiatico
(Frase pronunciata da Valèrio Asiàtico all'indirizzo di Suillio Rufo, durante il processo al cospetto dell'imperatore Claudio)
Decimo Valerio Asiatico (in latino Decimus Valerius Asiaticus, in greco Δέκιμος Οὐαλέριος Ἀσιατικός; Vienne, I secolo a.C. circa – Roma, 47) è stato un politico e militare romano, promotore nel 41 della congiura che portò all'uccisione di Caligola.

## Biografia
Oriundo della Gallia (apparteneva al popolo degli Allobrogi), fu introdotto a corte all'epoca di Tiberio. Amico e commensale di Caligola, ciò nonostante fu tra le principali menti della congiura che portò alla sua morte (41). Da quanto racconta Tacito, sembra che abbia sfruttato tale macchinazione per tentare di ascendere al soglio imperiale, contando anche sull'appoggio delle popolazioni galliche e germaniche.
Sotto Claudio partecipò alla campagna in Britannia, e fu console per la seconda volta nel 46.
Visse a Roma presso una sontuosa residenza ricavata dai giardini di Lucullo, che lui trasforò edificandovi un sontuoso ninfeo. La residenza era così sfarzosa (il monumentale ninfeo e i giardini erano destinati anche all'uso pubblico) da rivaleggiare con le più grandi strutture dell'Urbe. Al suo interno vi si trovava anche il tempio di Fortuna, il cui culto era implicitamente associato alla sua persona, ricollegandosi alla dinastia giulio-claudia (già Tiberio aveva tentato di radicare questo culto, vincolandolo alla tradizione imperiale).
La proprietà di tale residenza, nonché di larghi possedimenti fondiari in Italia, Egitto e Gallia testimoniano la sua grande ricchezza. Alcuni papiri, tra cui uno in particolare rinvenuto in Egitto datato al 24 gennaio 39-41 che riferisce di una sua proprietà a Euhemeria, attestano di sue residenze e terreni (οὐσίαι) in Egitto. Uno dei suoi latifondi in Egitto parrebbe essere stato acquisito, dopo la sua morte, da Seneca.
Coinvolto in un intrigo di Palazzo dietro accusa di Messalina (che voleva impadronirsi delle sue residenze), fu arrestato dal prefetto Rufrio Crispino dietro mandato di Claudio a Baia, processato in maniera sommaria e segreta nella camera dell'imperatore e condannato a uccidersi. Le sue accuse, comprendenti quella di essere stato amante di Poppea (madre di Poppea Sabina), di commettere atti di corruzione di militari e praticare l'omosessualità, furono pronunciate contro di lui da Publio Suillio Rufo. Costretto a darsi la morte, fedele agli insegnamenti stoici preferì tagliarsi le vene, anziché morire di inanizione, pratica più adatta alla sua età avanzata.
Il suo corpo fu cremato su una pira, da lui stesso predisposta perché non danneggiasse le fronde dei pioppi che la circondavano, costruita all'interno del suo ninfeo-teatro (paragonabile alla mole del teatro di Pompeo). Le sue proprietà vennero quasi del tutto espropriate e finirono nella res privata dell'imperatore o vennero acquisite da membri della corte imperiale.
La damnatio memoriae che colpì Valerio Asiatico dopo la morte si intuisce dalla mancata pronuncia da parte di Claudio del suo nome, nonostante vi faccia esplicito riferimento, durante il discorso al Senato l'anno dopo in occasione della concessione della cittadinanza alla Gallia comata.